# Бобан Стојановић
Бобан Стојановић (Зајечар, 1978) српски је активиста. Учествовао је у догађајима и акцијама које промовишу права ЛГБТ+ заједнице.

## Каријера
Стојановић се последњих двадесет година бавио различитим друштвеним питањима. Као млад, био је укључен у организације које се боре против насиља над женама. Током југословенских ратова, одбио је да служи војску и уместо тога се пријавио као добровољац у разним избегличким центрима. Године 2005. основао је организацију која промовише ЛГБТ+ права под називом Queeria Centre ("Квирија центар"). Такође је учествовао у писању српског Закона о забрани дискриминације, који је донет 2009.
Он је био извршни директор и један од оснивача београдске Параде поноса која је први пут одржана 2001. године. Говорио је на разним семинарима о ЛГБТ+ темама, као и као презентер на Тедх Београд. Током 2016. је емигрирао у Канаду где ради у „Центру за придошлице” у Калгарију, помажући придошлицама из ЛГБТ заједнице. Стојановић је 2017. године говорио на Конференцији за насељавање придошлица ЛГБТК+ у прерији и северозападним територијама. Исте године је такође учествовао у перформансима на тему права заједнице.

## Награде
Стојановић је 2014. био међународни велики маршал на Паради поноса у Монтреалу. Године 2015. добио је награду David Kato Vision and Voice Award за једног од пет најбољих геј активиста на свету. Такође је два пута номинован за Global Exchange People's Choice Awards.